# 주방글라데시 대한민국 대사관
주방글라데시 대한민국 대사관(벵골어: রান্নাঘর গ্লাডেশে কোরিয়া প্রজাতন্ত্রের দূতাবাস)은 1975년 방글라데시 다카에 개설된 대한민국 외교부 소속의 대사관이다. 이 공관은 부탄을 겸임하고 있다.

## 역사
대한민국은 1972년 5월 12일 방글라데시를 승인하고 1973년 12월 18일 외교 관계를 수립하였으며, 1975년 3월 1일 주방글라데시 대한민국 대사관을 개설하였고, 1987년 2월에는 주한 방글라데시 대사관이 개설되었다.
다카 시내 외곽의 외교 단지에 있는 현재의 공관은 대한민국 정부가 재외 공관 국유화 사업의 일환으로 1993년 9월 2,043평의 대지를 구입, 1997년 1월에 착공하여 완공한 건물로, 1998년 6월에 입주하였다. 대사관 내에는 방글라데시에 대한 각종 협력 사업과 원조 업무를 담당하는 한국국제협력단 사무소와 각종 통상 관계 지원 업무를 맡고 있는 대한무역투자진흥공사 해외무역관이 있다.
방글라데시는 비동맹주의, 중립 외교 노선에 입각하여 남북한 등거리 외교 정책을 표방하지만 대한민국과 방글라데시간의 경제 관계가 긴밀해짐에 따라 대한민국과의 우호 협력 관계가 심화되고 있다. 한반도의 통일 문제에 대해서는 외세의 간섭 없이 평화적으로 해결되어야 한다는 입장이며, 유엔 등 각종 국제기구에서 대한민국을 지지한다.

## 역대 대사
- 제1대: 김순교 (1975년 3월 25일 신임장 제정)
- 제2대: 윤찬 (1976년 7월 13일 신임장 제정)
- 제3대: 문기열 (1979년 10월 11일 신임장 제정)
- 제4대: 장기안 (1984년 4월 12일 신임장 제정)
- 제5대: 장만순 (1987년 2월 10일 신임장 제정)
- 제6대: 이재춘 (1990년 2월 20일 신임장 제정)
- 제7대: 신성오 (1991년 9월 16일 신임장 제정)
- 제8대: 변종규 (1994년 3월 20일 신임장 제정)
- 제9대: 한태규 (1997년 3월 19일 신임장 제정)
- 제10대: 정영조 (1999년 11월 17일 신임장 제정)
- 제11대: 이규형 (2002년 9월 24일 신임장 제정)
- 제12대: 박성웅 (2004년 9월 21일 신임장 제정)
- 제13대: 박석범 (2007년 4월 26일 신임장 제정)
- 제14대: 조태영 (2010년 4월 8일 신임장 제정)
- 제15대: 이윤영 (2012년 10월 23일 신임장 제정)
- 제16대: 안성두 (2015년 11월 17일 신임장 제정)
- 제17대: 허강일 (2018년 10월 16일 신임장 제정)
- 제18대: 이장근 (2020년 8월 12일 신임장 제정)
- 제19대: 박영식 (2023년 6월 14일 신임장 제정)

## 같이 보기
- 주한 방글라데시 대사관
- 대한민국의 재외공관 목록
- 방글라데시 주재 외국공관 목록
- 대한민국-방글라데시 관계